# José Catalán Deus
José Catalán Deus (Madrid,1949) es un escritor y periodista español, con una larga carrera profesional en la que ha alternado puestos de dirección en diarios y revistas (Interviú, El Independiente) con el trabajo como reportero y comentarista. Asimismo, fue corresponsal en Londres, en Roma y en el Vaticano (1997-2003). Ha sido corresponsal en Madrid de CNN Interactive y otros medios norteamericanos. Es editor de una Guía Cultural donde publica habitualmente sus críticas de arte, ópera, danza y teatro —más de un millar hasta el momento—, escribe libros regularmente y es analista de temas globales en diversas publicaciones digitales e impresas.

## Biografía
Nació en Madrid (1949). Hermano del periodista y fotógrafo Gustavo Catalán. Licenciado en Periodismo. En octubre de 1967 inició su actividad antifranquista participando en la jornada de protestas del 27 de octubre. En enero de 1968 fue detenido por primera vez en las protestas frente a la embajada de Estados Unidos contra la guerra de Vietnam y sancionado con multa gubernativa. En la manifestación ilegal del Primero de Mayo de ese año fue detenido y multado de nuevo. Tras viajar a París atraído por los ecos de las jornadas revolucionarias de mayo, se incorporó a la Acción Sindical de Trabajadores (AST) y a continuación a la Unión de Marxistas-Leninistas (UMLE) que al terminar el año se integraría en el Partido Comunista de España (marxista-leninista), escisión del PCE. Participó en la ruptura de los maoístas madrileños con las Comisiones Obreras Juveniles y en la creación de las Comisiones Obreras de Barrio.
Estuvo en la creación y desarrollo de la Oposición Sindical Obrera (OSO) y el Comité pro-FRAP de Madrid. Se incorporó al Comité Provincial del PCE (m-l) en 1972, y como responsable de su secretaría de masas planificó la manifestación del primero de mayo de 1973 que se saldó con la muerte de un inspector de policía, otros varios heridos, y cientos de detenciones. Aunque consiguió huir en un primer momento, fue finalmente detenido en julio de ese año y acusado ante la jurisdicción militar de terrorismo en grado de dirigente, con una petición fiscal de veinte años y un día de prisión mayor. Tras cuatro meses en la prisión de Carabanchel, la causa pasó al Tribunal de Orden Público (TOP) y este se inhibió por falta de pruebas a finales de año. En 1974 fue enviado clandestinamente a Albania en calidad de representante del PCE(ml)/FRAP, profesor de español y locutor de Radio Tirana. A comienzos de 1976 fue trasladado a París donde se hizo cargo de los servicios de la Agencia de Prensa España Popular (APEP). En septiembre de ese año dio por terminada su actividad política y en noviembre volvió a España acogiéndose a la primera amnistía.
Paralelamente a ello, ha desempeñado sin interrupción el periodismo activo, primeramente mientras aún estudiaba (1967-1971); después, durante su militancia revolucionaria y exilio; y a partir de 1976, alternando puestos de dirección en revistas y diarios con el trabajo directo como reportero, con una marcada tendencia hacia la innovación que le lleva a participar en diversos proyectos de lanzamiento y renovación de diarios y revistas.
A comienzos de los años 90 se incorporó al periodismo digital abandonando los medios impresos, y ha sido pionero -desde noviembre de 1992- en la actividad informativa en español en Internet, con una de las primeras conexiones desde Madrid a través de APC/GreenNet (1). En octubre de 1996 publicó el artículo ‘Internet, un nuevo medio de comunicación que necesita un nuevo periodismo’, uno de los primeros en celebrar el desafío y la oportunidad que la red suponía para la profesión (2).

## Trayectoria periodística
Catalán Deus ha recorrido casi todas las facetas del oficio periodístico, desde el diseño a la información económica o política, desde las tareas de dirección al reporterismo, la ejecución de informes en profundidad o la crítica cultural.
- 1967.- Revista semanal ‘Criba’, reportajes especiales.
- 1969.- Diario ´ABC’, confeccionador.
- 1970.- Diario ‘Informaciones’, documentación.
- 1971-1976.- Numerosas colaboraciones en la prensa clandestina (Emancipación, Acción, Vanguardia Obrera, etc.).
- 1972.- Revista económica ‘Aduanas’, redactor jefe.
- 1974-1976.- Redactor y locutor en las emisiones en español de Radio Tirana, Albania.
- 1976.- Responsable de la Agencia de Prensa España Popular (APEP).
- 1976.- Revista semanal de actualidad general ‘Posible’, reportajes.
- 1977-1980.- Revista semanal de actualidad general ‘Interviú’, reportero y director de la redacción de Madrid.
- 1982.- Equipo de renovación periodística y técnica del diario ‘El Ideal Gallego’
- 1983.- Revista mensual de moda ‘Dunia’, redactor jefe.
- 1984.- Creación revista mensual ‘Madrid Me Mata’.
- 1985.- Diario ‘Liberación’, tema del día.
- 1986.- Proyecto de edición de ‘Paris Match’ en español.
- 1987-1991.- Semanario ‘El Independiente’, jefe sucesivamente de las secciones Profesiones/Ciencia y Nacional, y tras su conversión en diario, subdirector a cargo de los suplementos 'Pensamiento', 'Jóvenes' y 'Planeta Tierra', y en la última etapa de la sección de Sociedad.
- 1992-1999.- Newsletter mensual 'Boletín Ong' y en su etapa final, semanario ‘dedicado a la descodificación de medios y mensajes’.
- 1993-1994.- Revista 'Año Cero', reportajes.
- 1993.- Agencia de noticias en línea 'redgrround' a través de las primeras listas de correo electrónico en español.
- 1995.- Webzine Pórtico, una de las primeras —si no la primera— revistas en español en Internet.
- 1994-2003.- Corresponsal en Londres y Roma de publicaciones españolas como Cambio16 y Más Allá de la Ciencia.
- 1998.- Miembro del equipo fundador del diario ‘La Estrella Digital’ en calidad de subdirector.
- 1999.- Creación del diario digital ‘CiberEstrella’ -suplemento de La Estrella Digital dedicado a la comunicación digital y al surgimiento de las redes sociales- y dirección del mismo en sus primeros cien números.
- 2000-2001.- Corresponsal de CNN Interactive en España y posteriormente editor responsable de la edición ‘overnight’ de CNNenEspañol.com.
- 2001-2010.- Editor de Infordeus, un noticiero global diario de distribución por correo electrónico. A partir de 2006, en su tercera etapa, se convirtió en digital.
- 2006-2011.- Colaborador en medios e instituciones como 'Diario Crítico' y 'Safe Democracy'.
- 2007-2011.- Revista 'Más de política', analista habitual en temas de política nacional e internacional.
- 2004-2024.- Presencia en el diario 'Periodista Digital', primero con los blogs '¿La Cuarta Guerra Mundial?' y 'Papado Ratzinger', después con 'Arte' e 'Infordeus'(3), y desde 2011 con el suplemento 'Guía Cultural'(4).

## Estancia en Albania
Tras permanecer oculto unos meses después de salir de prisión en noviembre de 1973, considerándosele quemado para las tareas clandestinas, fue enviado a la República Popular de Albania en febrero de 1974 con las tareas de representar oficialmente al PCE (m-l)/FRAP ante el Partido del Trabajo de Albania (PTA) y crear y atender la asignatura de idioma español en la Universidad de Tirana. Un tiempo después pudieron unírsele su mujer y su hija recién nacida. Permanecieron en la capital Tirana hasta enero de 1976 (5) y en ese tiempo enseñó español a dos jóvenes recién licenciadas incorporadas a la radiotelevisión albanesa, y redactó y locutó diariamente la emisión en lengua española junto con otros dos camaradas españoles, mientras su mujer trabajaba en la editorial estatal Naim Frashëri y ambos supervisaban la edición en español en tres tomos de las Obras Escogidas de Enver Hoxha, máximo dirigente del país.

## Propuesta gRRound!
A comienzos de los años 80, y tras abandonar una prometedora carrera periodística que le había llevado a la dirección de Interviú dos años después de su retorno del exilio, sintiéndose más y más desubicado en el régimen salido de la Transición, inició un trabajo de transformación personal orientado a la recuperación de una dimensión espiritual que había quedado abandonada por su activismo político. En octubre de 1982, tras las elecciones generales que dan una gran mayoría al PSOE, publica y difunde El Manifiesto de los Inexistentes: 'gRRound!' (‘Gente Reconstrucción hOrizonte hUmano No Degenerado’) declara solemnemente no existir organizadamente hasta el momento, y su decisión inquebrantable de no existir nunca más que como manifestaciones mentales no estructuradas, como corriente de vibraciones coincidentes a partir de individuos o núcleos o familias o grupos heterogéneos. Cualquier jerarquización orgánica será una traición al espíritu y los objetivos de gRRound!, que no pretende ser más que una presencia testimonial y una actuación ocasional y espontánea'.
El nombre viene del inglés ground, en el sentido de 'tocar tierra' o 'ver la realidad', tras las experiencias fallidas del underground, pero con dos erres que simbolizan la raíz española y el rugido de urgencia, subrayado por la admiración final. Se presentará públicamente el 23 de febrero de 1990 en el Teatro Campoamor de Oviedo. Se desarrollaría con el newsletter impreso Boletín Ong, el webzine Pórtico, la Cibertertulia, y el diario digital Infordeus. De sus primeros años de existencia existen pocas referencias pero puede llerse un artículo bastante detallado en un recopilatorio de los inicios del movimiento Nueva Era en España (6).

## El Boletín Ong
Con formato de 'newsletter' y distribución por correo postal, el 'Boletín Ong' fue la aventura personal que emprendió en 1991 tras el cierre de El Independiente y su voluntad de romper con los medios de comunicación convencionales. Con periodicidad mensual estaba dedicado a las corrientes alternativas e innovadoras en todos los terrenos, enmarcado en las propuestas de desarrollo sostenible de la Cumbre de Río y en el movimiento Nueva Era, y se publicará sin interrumpción durante ocho años, hasta las vísperas del cambio de siglo. Publicó 57 números en su primera época, y llegará al número 70 en una segunda época, con nuevo diseño y fotografías. Nunca pasará de unos 300 suscriptores, suficiente para autofinanciarse.

## La Cibertertulia
En enero de 1996 crea La Tertulia como una lista de correo, que en 2000 se convierte en un grupo de Yahoo (7), -'La Cibertertulia gRRound! se dedica a intercambiar ideas sobre todo lo divino y humano en el umbral del tercer milenio, al hilo de los temas que van apareciendo en la web-revista Pórtico y el periódico Boletín Ong'-, probablemente la más veterana lista de correo en español de temática generalista en Internet. Alojada en sus primeros años en el servidor tinet.fut.es, se trasladó en abril de 2000 a yahoo! grupos donde todavía radica con dos décadas a la espalda, manteniendo un centenar de miembros y una actividad mínima bajo la rúbrica 'La Tertulia es una comunidad libre de internautas que se comunican en español sobre todo lo divino y humano'. La descripción del grupo dice así: 'Intenta reproducir el ambiente de una tertulia clásica entre amigos de esos que se reúnen con periodicidad alrededor de una mesa y unos cafés para comentar la actualidad, intercambiar opiniones, reflexionar conjuntamente y procurar encontrar respuestas o al menos preguntas a los problemas, inquietudes e incógnitas de nuestro tiempo y de la existencia humana. No tiene limitaciones y sus únicas normas son las que dictan el sentido común, la educación y el respeto por el prójimo'.

## Candidatura Verde
En 1993 Catalán Deus realizó una fugaz incursión en la actividad política y se integró en Los Verdes de Madrid para presentar una opción política más allá de la dicotomía izquierda-derecha e impulsar un proyecto de renovación interna que no consiguió extenderse al resto de la Confederación de los Verdes. En alianza con Los Verdes de Andalucía se presentaron candidaturas a las elecciones generales. En la lista al Congreso (8) figuraba en el número uno el profesor granadino Francisco Garrido Peña, y en el número dos José Catalán Deus, con un acuerdo de rotación en el cargo en el caso de que se lograra un diputado. Pero se obtuvieron 185.940 votos (0'70%), faltando cinco mil votos para obtener presencia parlamentaria, y el proyecto naufragó, retirándose Catalán del mismo. En abril de 1994 una parte de sus integrantes, encabezada por Esteban Cabal, creó el partido Los Verdes-Grupo Verde (LV-GV) con el que ya se presentaron a las elecciones europeas de dicho año. Por su parte, los verdes andaluces se incorporan a Izquierda Unida de Andalucía y así consiguen dos diputados regionales, uno de ellos Garrido, en las elecciones autonómicas, quien llegará a coordinador general de la coalición resultante, IULV-CA. Para 2004, los verdes andaluces cambiarán de aliado, y en coalición con el PSOE conseguirán llevar a Garrido al Congreso de los Diputados en representación de Sevilla.

## Infordeus, lo que está pasando
Al ser adquirida CNN por Time Warner en 2001, los nuevos dueños decidieron liquidar cnnenespanol.com y dentro de esta operación se suprimió la edición nocturna que hacía Catalán Deus desde Torre Picasso en Madrid. Este, una vez más -como en el caso del Boletín Ong tras El Independiente-, intentó proseguir de forma independiente aprovechando su experiencia en el manejo del sitio en todas sus facetas, desde la selección de noticias a partir de las agencias internacionales, pasando por redacción, edición, valoración y producción final, incluido material gráfico, noticias relacionadas y documentación, para lo que había recibido un curso de entrenamiento en la sede central de CNN en Atlanta.
Fue así como creó Infordeus, 'un servicio diario de información y análisis, que sintetiza las más importantes tendencias de nuestro tiempo con una óptica global para el conjunto de la audiencia hispano hablante'. Se trataba de un noticiero global que aspiraba a presentar 'los acontecimientos enmarcados en su contexto, de dónde surgen, hacia dónde evolucionan.Los hechos sin prejuicios. Para ahorrar búsquedas infructuosas a quien tiene poco tiempo que perder y necesidad de saber, Infordeus repasa, analiza y sintetiza lo que dicen los veinte grandes medios de comunicación mundiales, con especial atención a Iberoamérica'.
Comenzó el 22 de octubre de 2001 con diez breves noticias y unos cincuenta suscriptores (9). Al cumplir un año tenía 12 páginas diarias con 600-700 líneas de texto, y cerca de los 5.000 suscriptores, 70% en América y 30% en España. El intento de crear una edición de pago no tendrá éxito y se mantendrá gratuito hasta el final. Comenzaba su ejecución a las seis de la mañana y se distribuía al mediodía. El último número del noticiero diario se publicó el 10 de diciembre de 2004. Fueron 557 los números publicados en tres años.
Tras esta etapa de publicación diaria, Infordeus será reconvertido en una revista digital con dominio propio (www.infordeus.com), hospedada en el servidor PlanHost desde 2003, y posteriormente en Periodista Digital hasta 2011.

## Obra literaria
Ha escrito ensayo, novela y poesía. En lo referente a ficción, el relato 'Diga treinta y tres' (1982), la novela 'Marzo de aquel año' (1986), y el poema épico 'testimonium. De trascender milenios' (2000). En el campo de la no ficción, tras un primer trabajo documental dedicado a recoger los escritos de un preso político amigo y camarada, y una serie de cuarenta entrevistas dedicada a personajes alternativos de los años noventa, su obra se inicia en 2004 con reconstrucciones históricas sobre la familia Borgia, seguido de cuatro estudios consecutivos sobre los últimos pontificados a partir de su experiencia de siete años informando desde El Vaticano, una reconstrucción analítica del surgimiento del fanatismo islamista en torno a Al Qaeda y Osama Bin Laden, y un repaso a los crímenes más famosos durante el anterior régimen político, hasta llegar a su obra en curso.
Son por orden de publicación desde el más reciente:
--'Diga treinta y tres', gRRound! Ediciones, 2025. RELATO.
--'Marzo de aquel año', segunda edición,  gRRound! Ediciones, 2018; primera edición, Ediciones Libertarias, 1986.NOVELA.
- --'Criminales, víctimas y verdugos. Crónica negra de España (1939-1975)', Editorial Península, 2011, CRÓNICA.
- --'Después de Ratzinger, qué: balance de los cuatro años de su pontificado y desafíos de su sucesión', Editorial Península, 2009, segunda edición, 2013. ANÁLISIS.
- -'El Príncipe del Renacimiento: vida y leyenda de César Borgia', Ediciones Debate, 2008. BIOGRAFÍA.
- -- 'La Cuarta Guerra Mundial. Terrorismo, religión y petróleo en el inicio del milenio', Editorial Espejo de Tinta, 2006. ANÁLISIS.
- -- 'De Ratzinger a Benedicto XVI. Los enigmas del nuevo Papa', Editorial Espejo de Tinta, 2005. ENSAYO.
- -- 'Fumata blanca. La elección de Benedicto XVI y la turbulenta historia de los cónclaves de la iglesia católica' (con Lola Galán), Editorial Aguilar, 2005. CRÓNICA E HISTORIA
- -- 'El Próximo Papa. Quién será el sucesor, cómo y por qué será elegido', Ediciones Espejo de Tinta, 2004. ANÁLISIS.
- -- 'El Papa Borgia. Un inédito Alejandro VI liberado al fin de la leyenda negra' (con Lola Galán), Editorial Aguilar, 2004; Editorial Punto de Lectura, 2006; Círculo de Lectores, 2007, Penguinlibros.com-Aguilar, 2012. BIOGRAFÍA.
- --'testimonium. De trascender milenios', Editorial Mandala, 2000. POESÍA.
- --Mandala de Visiones: cuarenta entrevistas ante el tercer milenio, ediciones GRR, 1993. ENCUESTA.
- --'Notas de prisión: Yo, Manuel Blanco Chivite, preso político conmutado de la pena de muerte, desde mi celda escribo', (Recopilación, comentarios y edición) Ediciones Actuales, 1977. TESTIMONIO.

### Unos 'Episodios Nacionales' de nuestra época
Desde 2009 trabaja en 'Crónica de medio siglo: del FRAP a Podemos, un viaje por la historia reciente con Ricardo Acero y sus compañeros'. Siguiendo el rastro de un grupo revolucionario cuyos antecedentes se remontan a comienzos de los años sesenta del pasado siglo y cuyos últimos coletazos aún perviven, esta crónica periodística -el que dicen que será el género literario representativo del siglo XXI- engarza en un único relato todos los grandes acontecimientos del período, comenzando por el surgimiento de los grupos radicales prochinos y continuando a través de Mayo del 68, el Proceso de Burgos, el magnicidio de Carrero, la ejecución de Puig Antich, el conato de guerrilla urbana y los fusilamientos del verano de 1975, la muerte de Franco, el prisma complejo de la Transición, el terrorismo de ETA y GRAPO, la Constitución, el 23-F, el felipismo y el aznarismo, los atentados del 11 de marzo de 2004, la crisis iniciada a mediados de la década pasada, los brotes indignados, la irrupción de Podemos y Ciudadanos, la abdicación real.... para terminar con lo que parece el inicio de otro ciclo histórico. 
La Crónica está concebida en tres series de las que han sido publicadas las dos primeras hasta 2025. Todos los episodios están disponibles en Amazon:
-‘LA CHISPA Y LA PRADERA’ – 1ª Serie
Títulos y años en que trascurren:
1. Los prochinos y su quimera (1960-1967)
2. Vientos del 68 (1968-1970)
3. Afanes revolucionarios (1971-1973)
4. Aquel Primero de Mayo (1973)
5. Entre Carrero Blanco y Puig Antich (1973-1974)
6. El franquismo se tambalea (1974)
7. Al ataque (1974-1975)
8. Verano sangriento (1975)
9. Los fusilamientos (1975)
10. Agónico final (1975)
11. Cambio de Régimen (1975)
-'UNA TRANSICIÓN DE NUNCA ACABAR'-2ª Serie
Títulos y años en que trascurren:
12º. Difíciles comienzos (1976) 
13º. Sin ruptura (1976) 
14º. No habrá república (1977) 
15º. A votar (1977) 
16º. Doña Constitución (1978) 
17º. Misión cumplida. O no (1978-1979) 
18º. Terror al cubo (1979) 
19º. Antes del gran susto (1980) 
20º. Un lunes de febrero (1981) 
21º. El Rey coge el timón (1981) 
22º. ¡Felipe, Felipe! (1982) 
23º. Puños y rosas (1983)
24º. Consolidando el juancarlismo (1984-1985) 
25º Al desencanto de cabeza (1985-1987]
26º Lo de Hipercor y mucho más (1987- 1989)
De próxima aparición:
27º ¿Se pierde el rumbo? (1990-1992)
28º Efímeros logros (1992-1996)
29º Alternancia (1996-2000)
-'TEJER Y DESTEJER' – 3ª Serie 
Abarcará los años 2000-2014,  con proyección hasta la actualidad. Su publicación está prevista a partir de 2026.

## Film documental
En 2013 se estrenó La chispa y la pradera. El FRAP, una revolución imposible, con guion y dirección del autor, que se presentaba así: En los años 70 del pasado siglo, el Frente Revolucionario Antifascista y Patriota (FRAP) pretendió acabar por la fuerza con el régimen franquista, y se lanzó a la lucha armada cuando toda la oposición se preparaba para un cambio pacífico. Gran parte de sus militantes fueron detenidos, muchos terminaron en prisión, y tres murieron fusilados junto a otros dos de ETA poco antes de morir Franco. Sus protagonistas cuentan por vez primera ante las cámaras aquella historia hoy olvidada. Es la crónica de una utopía sangrienta, de un proyecto imposible repleto de sacrificios, audacias y errores. El título está inspirado en la célebre frase de Mao Zedong (Mao Tse-Tung) Una sola chispa puede incendiar la pradera, y tiene una duración de 78 minutos.

## Aspectos polémicos
Antiguos camaradas de su etapa de militancia en PCE (m-l) /FRAP le han achacado su progresivo giro a posiciones conservadoras y su crítica posición actual hacia el ideario marxista-leninista-maoísta, el maximalismo revolucionario practicado entonces y especialmente las acciones armadas del verano de 1975 que causaron la muerte a tres miembros de las fuerzas del orden y los fusilamientos inmediatos de tres militantes sentenciados por su participación directa en ello.